# Стоян Милошев
Стоян Милошев е български революционер, деец на Вътрешната македоно-одринска революционна организация.

## Биография
Стоян Милошев е роден в кичевското село Кленоец, тогава в Османската империя. Получава добро образование. Присъединява се към ВМОРО и е назначен за районен началник на Горна Копачка. Ранен е по време на Илинденско-Преображенското въстание на 21 юли 1903 година в сражението при село Извор.